# Rudolf Schmidt
Pour les articles homonymes, voir Rudolf Schmidt (artiste) et Schmidt.
Rudolf Schmidt, né le 12 mai 1886 à Berlin et mort le 7 avril 1957 à Krefeld, est un militaire allemand. Officier supérieur au cours de la Seconde Guerre mondiale, il s'y est notamment illustré à la tête la 2e armée, une formation de blindés qui a opéré sur le front de l'Est. Il est le frère de l'espion Hans-Thilo Schmidt.

## Biographie
Fils d'un directeur d'école, Rudolph Schmidt fait sa scolarité dans un lycée classique berlinois.
Il s'engage au 83e régiment d'infanterie de l'armée allemande impériale en 1906, en tant qu'élève-officier. Pendant la Première Guerre mondiale, il sert sur les fronts d'Est et d'Ouest et vers la fin de la guerre, il est Hauptmann à l'état-major général. Retenu dans la Reichswehr, il sert comme officier du personnel et est promu Major en 1927, puis, en 1931, Oberstleutnant. Le 1er octobre 1934, promu Oberst, il prend le commandement du 13e régiment d'infanterie à Ludwigsburg.
En octobre 1937, promu Generalmajor, il est nommé commandant de la 1re division de blindés à Weimar en succession de Maximilian von Weichs. Le 1er juin 1938, promu au grade de Generalleutnant, il dirige l'unité pendant l'invasion de la Pologne.
Le 1er février 1940, nommé général commandant du XXXIX. Armeekorps, il dirige le corps en France. Schmidt reçoit la croix de chevalier de la croix de fer pour son rôle dans cette campagne, le 3 juin 1940. Il se montre particulièrement intransigeant avec les pillages et les exactions des soldats occupants et promulgue en mai 1941 un ordre visant à interdire ces exactions. Le 15 novembre 1941, il est également promu General der Panzertruppen et commandant par intérim de la 2e armée, qui a participé à la bataille de Moscou.
Dès le début de l'opération Barbarossa, Schmidt charge Hans Hertel, son officier d'ordonnance de préparer un mémoire à l'attention d'Hitler, il y dénonce notamment l'ordre d'exécuter les commissaires du NKVD (le Kommisarbefelh), il souhaite empêcher leur exécution, et les envoyer en rééducation en Allemagne, ce mémoire restera sans réponse. 
À la même époque, après la remise des feuilles de chêne par Rudolf Schmundt aide-de-camp d'Hitler, il tente de le convaincre de modifier la politique d'occupation, mais n'obtient qu'une réponse sèche de sa part. 
Le 17 décembre 1941, il adresse également un mémoire à son supérieur le général Busch  sous le titre de Sur la possibilité de saper la résistance bolchévique de l'intérieur, le priant de le transmettre au Führer. 
Il estime contre-productive la politique de brutalité extrême exercée en Russie par la Wehrmacht qui entraine l’hostilité de la population civile. Il  s’oppose au Kommissarbefehl demandant d’annuler l’ordre d’exécuter tous les commissaires : 

« Tant que les commissaires devront se défendre contre une mort certaine, ils feront bloc. Nos menaces ne servent qu’à renforcer leur cohésion, malgré la présence de conflits internes chez eux. En revanche, si chaque commissaire sait, individuellement, qu’en passant de notre côté il peut sauver sa vie, alors la cohésion interne du commandement politique s’effondrera. Plus largement, il est beaucoup plus important de montrer un avenir positif au peuple russe. »

 Il dénonce les fusillades injustifiées et rappelle que le combat est mené contre les défenseurs du régime bolchevique non contre la population et les soldats prisonniers.
Busch lui enjoint d'arrêter ces idioties et jette son papier à la corbeille. 
Le 25 décembre 1941, il est nommé commandant en chef de la 2e Armée blindée, qui plus tard prend part à l'opération Citadelle. En janvier 1942, il est promu Generaloberst.
Ayant les pleins pouvoirs sur le territoire de l'arrière de son armée, d'une superficie équivalente à celle de la Belgique et d'une population de plus de 500 000 habitants, il crée la République de Lokot dotée d'une administration et d'une police autonomes, cas unique dans l'URSS occupée par l'armée allemande.
Adolf Hitler le tient en haute estime d'après Joseph Goebbels, mais, le 10 avril 1943, il est relevé de son commandement après l'arrestation de son frère Hans-Thilo Schmidt. On trouve des lettres que le général Schmidt avait écrites, dans lesquelles il critiquait le parti nazi et la conduite de la guerre par Hitler. Il comparait devant une cour martiale. Échappant au peloton d'exécution, il est chassé de l'Armée 30 septembre 1943.
Recherché par le NKVD après 1945, il se laisse attirer à Weimar, où il est capturé et transféré à la prison de Lefertovo, à Moscou. Interrogé durant quatre ans, il est condamné à 25 ans de camp.   Il est relâché et revient en Allemagne, le 7 janvier 1956, avec le dernier convoi de prisonniers de guerre.

## Décorations
- Croix de fer (1914)
  - 2e classe
  - 1re classe
- Ordre du Lion de Zaeringen avec glaives
- Croix d'honneur
- Médaille des Sudètes avec barrette du château de Prague
- Croix de fer (1939)
  - 2e classe (22 septembre 1939)
  - 1re classe (2 octobre 1939)
- Médaille du front de l'Est
- Insigne de combat des blindés en argent
- Croix de chevalier de la croix de fer avec feuilles de chêne
  - Croix de chevalier le 3 juin 1940 en tant que Generalleutnant et commandant suprême du XXXIX. Armeekorps (mot.)[7]
  - 19e feuilles de chêne le 10 juillet 1941 en tant que General der Panzertruppen et commandant suprême du XXXIX. Armeekorps (mot.)[7]